# Adosados
Adosados es una película española de drama estrenada en 1996, dirigida por Mario Camus y protagonizada en los papeles principales por Antonio Valero y Ana Duato.
La película está basada en la novela homónima del escritor español Félix Bayón, que fue finalista del Premio Nadal en 1995.
En la vigésima edición del Festival Internacional de Cine de Montreal, celebrada en 1996, recibió el galardón al mejor guion.

## Sinopsis
Andrés, auditor de cuentas, vive una existencia monótonamente feliz con sus hijos Pablo y Laura, el perro Bobo y su esposa Paula, funcionaria del Instituto de la Mujer. Una mañana de sábado, mientras está solo en casa, Andrés observa unos extraños síntomas en "Bobo" y decide llevarlo al veterinario. Este diagnostica al animal una dolorosa enfermedad incurable y decide sacrificarlo. Al volver a casa, después de enterrarlo en un descampado con la ayuda imprevista de Yuri, un inmigrante clandestino ruso, Andrés piensa que quizá se ha precipitado al optar por sacrificar al animal sin consultar a su esposa. Por primera vez, decide mentir a su mujer e inventa un falso accidente para explicar la muerte del perro. Esta primera mentira desencadenará una sucesión imprevista de nuevas mentiras que alterará radicalmente su vida, amenazará sus rutinas y hasta su seguridad, y le llevará a completar su entorno de un modo muy distinto. Al descubrir la mentira, Andrés encuentra un placer desconocido. A la vez que hace este hallazgo, descubre también lo poco que sabe de la vida de su esposa, y comenzará a sospechar que quizá no sea él el único que miente. En un reconocible paisaje urbano formado por casas adosadas y presidido por un centro comercial, las vidas de Andrés y Paula apenas resultan salpicadas por los acontecimientos que ocurren a su alrededor: la desaparición de una adolescente provoca la locura xenófoba colectiva de los vecinos, que están a punto de linchar a Yuri, al que acusan de rapto. Paula, mientras, trata de luchar contra la soledad viviendo una misteriosa existencia de la que Andrés ignora todo.

## Reparto
| Intérprete         | Personaje          |
| ------------------ | ------------------ |
| Antonio Valero     | Andrés             |
| Ana Duato          | Paula              |
| Rebeca Sabugo      | Laura              |
| Alejandro Tojo     | Pablo              |
| Jaume Valls        | Veterinario        |
| Boris Nevzorov     | Yuri               |
| Simón Andreu       | Jefe Andrés        |
| Ramón Langa        | Comisario          |
| Ángel Jodrá        | Gordo              |
| Lluís Homar        | Hombre Paula       |
| Paco Plaza         | Marido             |
| Lupe Barrado       | Mujer              |
| Zahira León        | Niña desaparecida  |
| Beatriz Sánchez    | Joven Encuesta     |
| María Granell      | Chica teléfono     |
| Marta Dualde       | Compañera Paula 1  |
| Asun Díaz          | Compañera Paula 2  |
| José Luis Santos   | Hombre 1           |
| Paco Bernal        | Hombre 2           |
| Ignacio Durán      | Locutor Radio      |
| Alicia Yagüe       | Locutora TV        |
| Carlos Romero      | Locutor TV 2       |
| Orlando Malvida    | Policia uniforme 1 |
| Pepe Alcázar       | Policia uniforme 2 |
| Rafael Palmero Jr. | Policia uniforme 3 |
| Maite Jiménez      | Policia uniforme 4 |
| Sonia Almarcha     | Secretaria Andrés  |
| Luis Porcar        | Narrador           |
| Julio Vélez        | Hombre 1           |
| Carmen Rossi       | Mujer 1            |
| Rosalía Fariñas    | Mujer 2            |
| Rosa Campillo      | Mujer 3            |
| Begoña Hernando    | Mujer 4            |
| Marina Durante     | Mujer 5            |
| Javier Lazar       | Locutor Radio      |
| Gonzalo Durán      | Locutor Radio      |